# Game Boy Color
Game Boy Color är en bärbar datorspelskonsol från 1998, och är den första Game Boy-modellen med färgskärm.

## Historik
Game Boy Color (GBC) lanserades i Sverige i slutet av 1998 och blev snabbt en stor succé – en Game Boy med färgskärm var något de flesta spelare hade väntat på länge och dessutom var det möjligt att spela alla äldre Game Boy-spel på Game Boy Color.
Något som om möjligt betydde ännu mer än färgerna var namnet "Pokémon". Efter att de två spelen Pokémon Red och Pokémon Blue lanserats i oktober 1999 ökade Game Boy Color-försäljningen explosionsartat – och det trots att de båda spelen egentligen var gjorda för den första Game Boy-modellen.
Game Boy Color slutade tillverkas 2003, redan 2001 kom uppföljaren Game Boy Advance och 2003 släpptes Game Boy Advance SP.

## Specifikationer
- CPU: 8-bit Z80, som körs i singelläge (4 MHz) eller dubbelläge (8 MHz)
- RAM: 32 kilobyte (plus 128 kilobyte på kassetter)
- ROM: Upp till 64 megabyte på kassetter
- Video-RAM: 16 kilobyte
- Ljud: Stereoljud med 4 kanaler
- Skärm: TFT LCD med upplösningen 160 × 144 pixlar, gjord av Sharp
- Färgpalett: 32 768 färger; kan visa 10, 32, eller 56 färger på skärmen samtidigt
- Infraröd kommunikationsport

## Urval av Game Boy Color-spel
- The Legend of Zelda: Link's Awakening DX, Nintendo (1998)
- R-Type DX, Bits Studio/Irem (1999)
- Donkey Kong Country, Rare/Nintendo (2000)
- Metal Gear Solid, Konami (2000)

### Fotnoter
1. ↑  Thomas Wiborgh (22 november 1998). ”En ny liten värld i färg” (på svenska). Dagens nyheter. http://www.dn.se/arkiv/konsument/en-ny-liten-varld-i-farg-fickspel-nya-game-boy-color-bot-mot-trakiga-bilresor/. Läst 24 maj 2017.